# Adamów (Gózd)
Adamów – część wsi Gózd (do 31 grudnia 2012 samodzielna wieś) w Polsce, położona w województwie mazowieckim, w powiecie radomskim, w gminie Gózd.
W latach 1975–1998 Adamów należał administracyjnie do województwa radomskiego. 
Wierni Kościoła rzymskokatolickiego należą do parafii Miłosierdzia Bożego w Goździe.